# Famille Delessert
Cette page explique l’histoire ou répertorie les différents membres de la famille Delessert.
Pour les articles homonymes, voir Delessert.
La famille Delessert est une famille de banquiers d'origine suisse, dont certains membres ont fait une brillante carrière en France.

## Historique
Cette famille est bourgeoise d'Oron-la-Ville (1430), de Cossonay (1614), d'Aubonne (1763) et bourgeoise d'honneur de Bursinel (1830), dans le canton de Vaud. Elle acquiert également la bourgeoisie de Genève en 1724. Benjamin (1690-1765) émigre à Lyon en 1721, et fonde la maison commerciale à l'origine de la fortune de la branche française de cette famille. Les fils de Benjamin, à savoir Jean-Jacques (1731-1817), Étienne Delessert et Paul Benjamin (1738-1818), font prospérer l'entreprise bancaire. La famille a compté aussi des hommes politiques, des naturalistes et des artistes.
Les Delessert ont été propriétaires de plusieurs propriétés en Suisse et en France, dont les châteaux de Cossonay (acquis en 1693), de Saint-Barthélemy (1806), de Vincy (1881) et de Lavigny (1886) ; les domaines de Bougy-Saint-Martin (1775, auquel s'ajouta en 1824 le Signal de Bougy), de Lavaux-sous-Aubonne (1787), de Choisi près de Bursinel (1828) ainsi que l'hôtel d'Uzès à Paris.
En 1803, à Paris, le cimetière de la rue Lekain (Passy) est revendu à la famille Delessert, qui y enterre seule ses morts dans une petite concession. En 1961, les cendres de douze membres de la famille sont transférées au cimetière de Passy (6e division), dans un tombeau couvrant trois concessions, et le site de l'ancien cimetière est loti,.

## Liens de filiation entre les personnalités notoires
- Benjamin Delessert (1690-1765), épouse Marguerite Brun (1707–1799).
  - Jean Jacques Delessert (1731-1817), épouse Madeleine Françoise de Mestral (1749-1827)
    - Baptiste Jean Marie Delessert (1781-1850), capitaine de carabiniers dans les milices vaudoises. Il épouse sa cousine Émilie Jeanne Delessert.
      - Adolphe Delessert (1809–1869), explorateur et naturaliste. Il épouse en 1847 Camille Godart van Verploegh.
        - Alfred Delessert (1853- ), épouse en 1879 Mathilde de Neufville.
          - Jacqueline Delessert (1885- ), épouse en 1906 son cousin (voir plus bas) Roger de Lessert (1878-1945).

      - Julie Louise Delessert (1811-1882), épouse Adrien Constant de Rebecque (1806-1876) dit Constant Delessert, homme politique, photographe.

  - Étienne Delessert (banquier) (1735–1816), banquier. Il épouse en 1766 Madeleine Boy de La Tour (1747–1816).
    - Marguerite Madeleine (1767-1839), épouse en 1789, Jean Antoine Gautier, citoyen de Genève.
      - Julie Élisabeth Sophie Gautier (1796–1877), épouse en 1812 son oncle François Delessert (1780–1868).

    - Benjamin Delessert (1773-1847), naturaliste, homme d'affaires et politique.
    - Émilie Jeanne Delessert (1778-1830), épouse son cousin (voir plus haut) Baptiste Jean Marie Delessert (1781-1850).
    - François Delessert (1780–1868), homme d'affaires. Il épouse en 1812 sa nièce, Julie Élisabeth Sophie Gautier (1796–1877).
      - Caroline Delessert (1814–1880), épouse en 1832 Jean-Henri Hottinguer (1803–1866).
      - François Benjamin Marie Delessert (1817–1868), député.

    - Gabriel Delessert (1786–1858), préfet de police de 1836 à 1844, pair de France. Il épouse en 1824 Charlotte Marie Valentine Joséphine de La Borde (1806–1894).
      - Cécile Delessert (1825-1887), aquarelliste et dame d'honneur de l'impératrice Eugénie.
      - Édouard Delessert (1828-1898), peintre, archéologue et photographe.

  - Paul Benjamin Marie Delessert (1738-1818), négociant à Lyon. Il épouse Marie Anne Suzanne Massé.
    - Armand Jean Jacques Delessert (1780-1859), capitaine de grenadiers dans les milices vaudoises, membre du Grand-Conseil, syndic de Bursinel, commerçant au Havre. Il épouse Jeanne Marie Renée Élisabeth Archer.
      - Henri Delessert (1846-1923), épouse Hélène Marie Tronchin de la Rive.
        - Roger de Lessert (1878-1945), zoologue, arachnologiste et entomologiste. Il épouse sa cousine (voir plus haut) Jacqueline Delessert.

    - Paul Jacques Louis Delessert (1782-1863), consul de Belgique au Havre, directeur de Compagnie d'assurances maritimes. Il épouse Pauline Roussac.
      - Eugène Delessert (1819-1877), banquier à San Francisco, écrivain, voyageur.

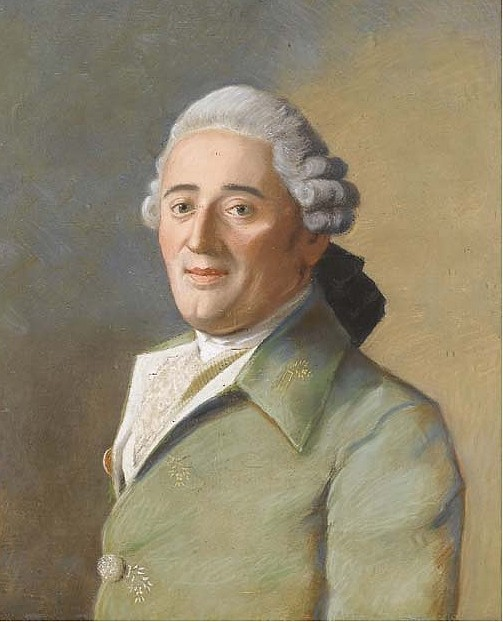
Étienne Delessert (1735-1816).
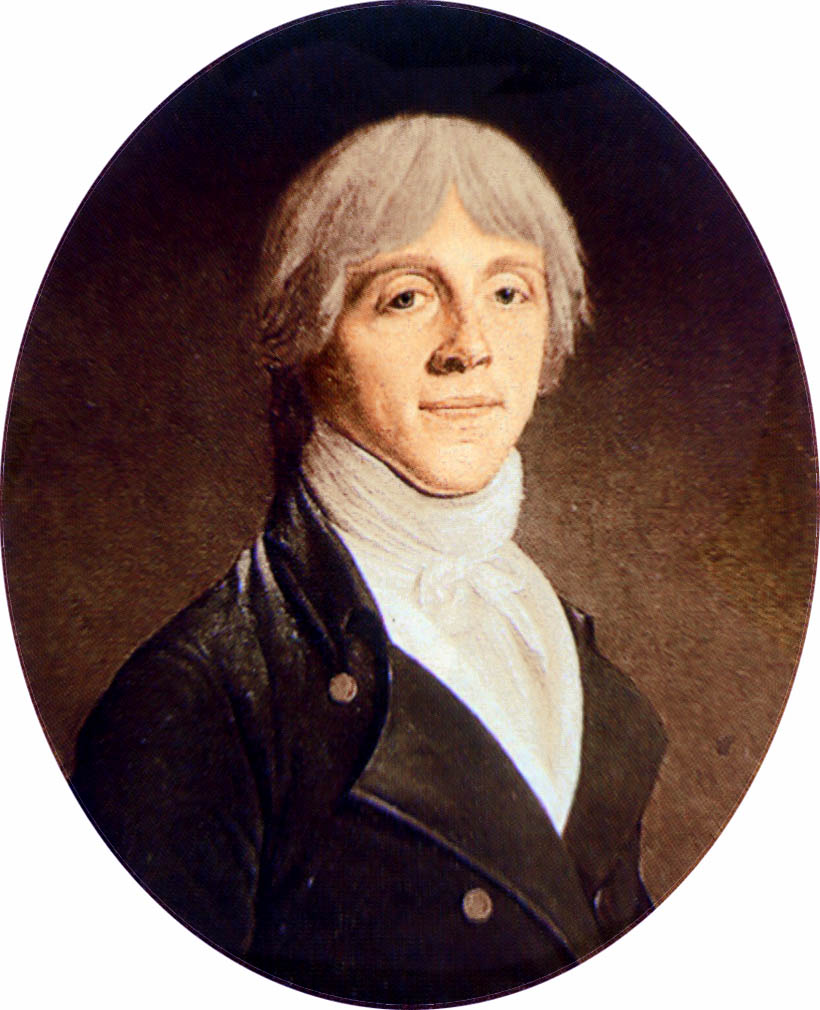
Benjamin Delessert (1773-1847).
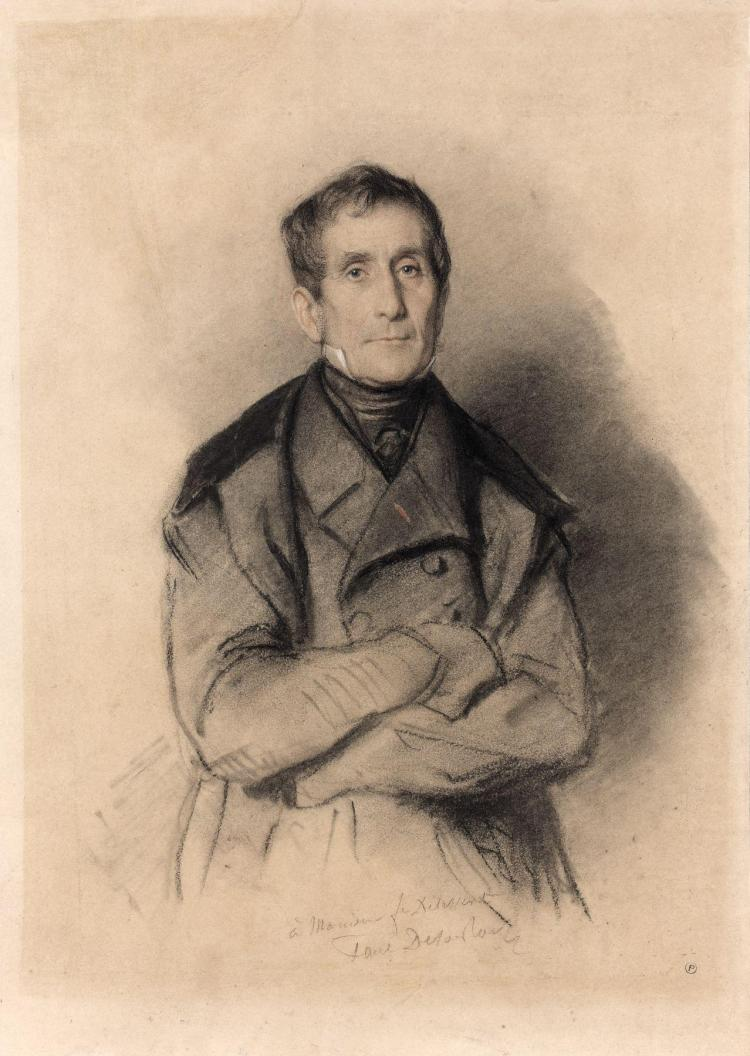
François Delessert (1780-1868).
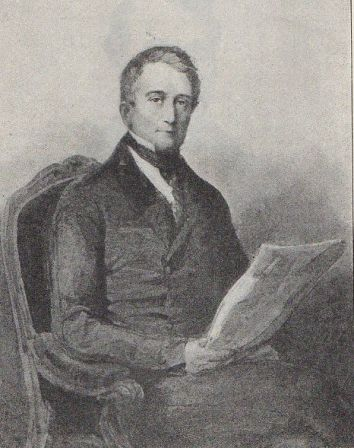
Gabriel Delessert (1786-1858).
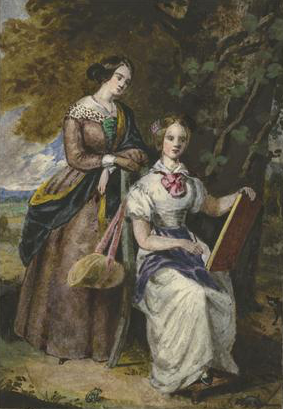
Madame Delessert, Valentine de Laborde (1806-1894) et sa fille Cécile, comtesse de Nadaillac (1825-1887), assise en train de dessiner.
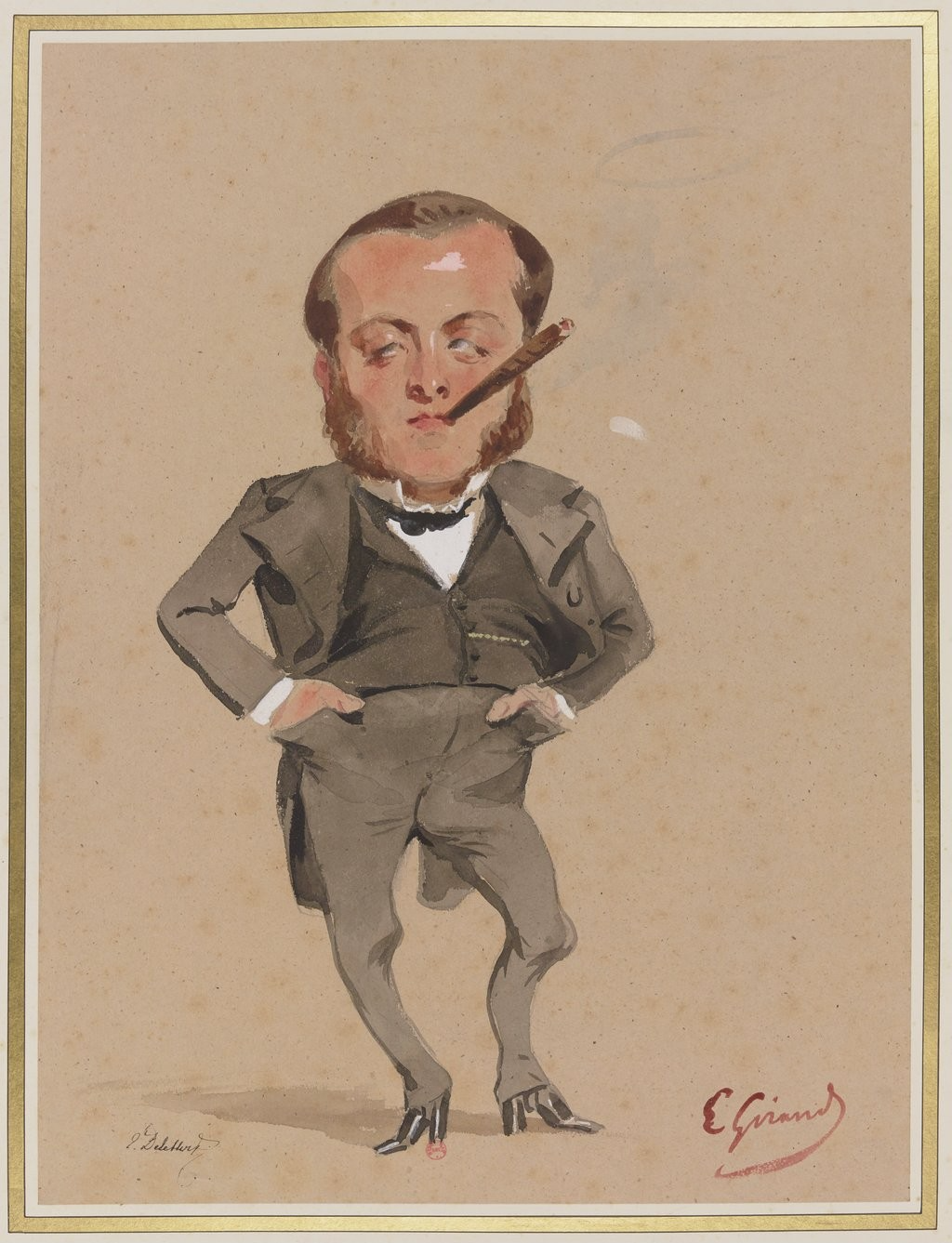
Édouard Delessert (1828-1898).